# Prosper Joseph Maria Piette
Prosper Joseph Maria Piette (13. března 1806 Štrasburk – 11 prosince 1872 Bubeneč u Prahy) byl německo-francouzský velkopodnikatel a továrník usazený a podnikající v Rakouském císařství, majitel továren na výrobu papíru.

## Život

### Mládí

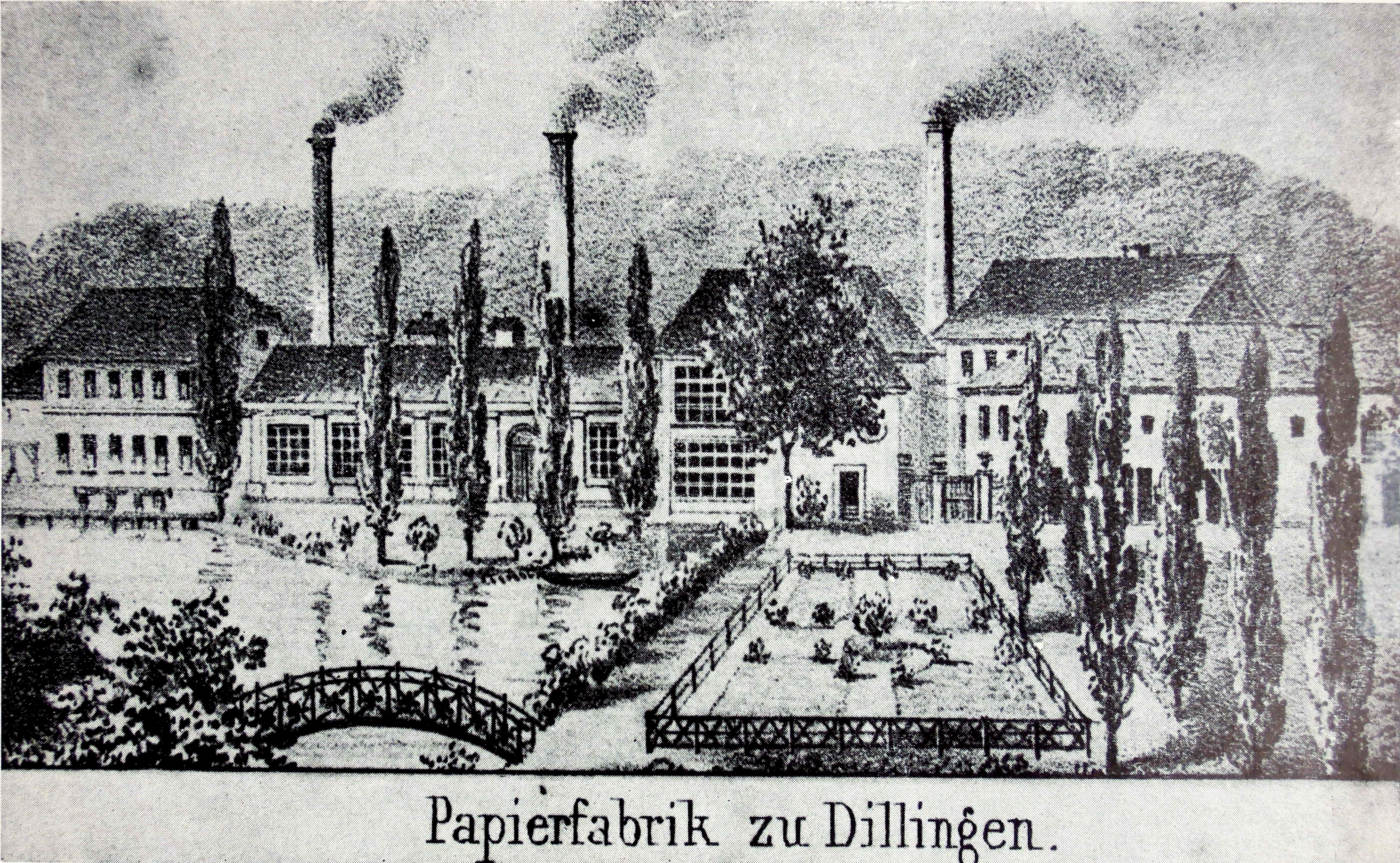
Dillingenská papírna v polovině 19. století

Narodil se ve Štrasburku v Alsasku do rodiny výrobce papíru Jeana Louise Pietteho a jeho manželky Anny Gabriele Piette, rozené Wurmser. Otec byl majitelem papírenského mlýna v Dillingenu v Sársku a je považován za prvního průmyslového výrobce papíru. O Prosperově mládí je známo jen málo. Technicko-chemické vzdělání získal pravděpodobně díky převzetí papírny v Dillingenu spolu se svým bratrem Louisem Piettem po smrti svého otce ve věku 27 let. Zatímco jeho Louis zastupoval mlýn obchodně, Prosper převzal technické řízení. V roce 1837 získal spolu s bratrem pruský patent na rotační vařič hadrů a rotační kulový vařič, které oba dali k dispozici společnosti Bryan Donkin & Co.

### V Praze
Po přeměně společnosti na akciovou společnost Piette v roce 1847 rodinný podnik opustil a usadil se v obci Dolní Ovenec nedaleko Prahy v Českém království. Nejlprve pracoval jako papírenský konzultant, mj. v papírně ve Vraném nad Vltavou, posléze si pronajal a začal provozovat tzv. Císařský mlýn, posléze přeměněný na papírnu. Zahájil průmyslovou výrobu cigaretového papíru, jako v nejdom z prvních závodů v Rakouském císařství. V letech 1860 až 1864 spravoval také mlýn na zpracování slámy na papír, který musel být po výbuchu parního kotle uzavřen. V roce 1865 otevřel další továrnu na cigaretový papír do Dolním Maršově u Svobody nad Úpou v Krkonoších. V Praze-Bubenči založil první továrnu na tapety v Rakouské monarchii.
Rodinný podnik v Dillingenu zanikl roku 1864.

### Úmrtí
Zemřel 11. prosince 1872 v Praze-Bubenči ve věku 66 let.
V řízení jeho podniku, i po smrti zakladatele nesoucí značku P. Piette pak pokračovali jeho dědicové z řad jeho potomků.
Podnikatelskou rodinu Piettů připomíná ulice v Praze pojmenovaná Papírenská.

## Rodina
Prosper Piette si vzal Margarethe Elisabeth Nikolay z francouzských Mét. Z manželství vzešli čtyři synové, kteří po smrti svého otce převzali papírnu. Syn Prosper Piette mladší provozoval papírnu v Dolním Maršově, syn Gabriel Ludwig byl zakladatelem rozsáhlé papírenské továrny v Plzni.